# ピアノソナタ第5番 (シューベルト)
ピアノソナタ第5番 変イ長調 D 557 は、フランツ・シューベルトが1817年に作曲したピアノソナタ。

## 概要
本作は、一般的なピアノソナタと比較して第4楽章が欠けているとされたため生前には出版されず、死後の1888年にブライトコプフ・ウント・ヘルテル社から第3番として出版されている。しかし、研究者によっては快速な楽章・緩徐楽章・ロンド風の楽章が一組で揃っており、ソナタ全集に組み入れられる程度に完成しているので完成作とする考え方もある。
ハワード・ファーガソンは「第1楽章が変イ長調で最終楽章が変ホ長調というのは形式的に未完作とするべきだ。また最終楽章にふさわしい変イ長調の楽想は全作を調べてもピアノ作品としては見当たらない。」としている。
未だ作曲者の真意は不明であり、形式が重要とされるソナタ作品にあえてそれを破る形を導入しようとしたのかなど研究途上である。ただし、シューベルトの完成されたソナタの終楽章は全て主調をとっている。

## 曲の構成
全3楽章、演奏時間は約13分。
- 第1楽章 アレグロ・モデラート
変イ長調、4分の3拍子、ソナタ形式。
力強い付点リズムの第1主題。第2主題は同音を連打する。コーダはなく、簡略な楽章。

- 第2楽章 アンダンテ
変ホ長調、4分の2拍子、複合三部形式。
落ち着いた右手の旋律が美しい中間楽章。随所に付点リズムを織り込んでいる。中間では同主調の変ホ短調に転じる。

- 第3楽章 アレグロ
変ホ長調、8分の6拍子、ロンド形式。
右手の下降音階の旋律が躍動感を出す。